# Саша Милошевић Маре
Саша Милошевић Маре (Београд, 7. август 1968) српски је композитор, текстописац и продуцент.
Студирао је Пољопривредни факултет, који је напустио након две године, па потом завршава је Економски факултет, али се целог живота бави музиком. Радио је текст и аранжман за Молитву Марије Шерифовић, победничку песму Евровизије 2007. године. Са првом супругом венчао се 1998. године. Имају два сина, Огњена и Луку. Године 2013. венчава се са виолинисткињом Ксенијом Милошевић, ћерком Бокија Милошевића, имају сина Вању. Стални је члан жирија емисије Никад није касно. Бави се и стварањем музике за филмове, серије и позоришне представе. Аутор је филма Од Хана до Кана, филма о српској труби.